# ウィリアム・ピュー (計算機科学者)
ウィリアム・ワージントン・ピュー・ジュニア（William Worthington Pugh Jr.、1960年 - ）は、プレスバーガー算術を決定するためのスキップリストとオメガテストを発明したアメリカの計算機科学者。静的コード解析ツールのFindBugsの共著者でもあり、現在のJavaのメモリモデルの開発に大きな影響を与えた。コーネル大学で計算機科学を専攻し、副専攻では演技を学んでいる。
2012年に、メリーランド大学カレッジパーク校の計算機科学学部の名誉教授となる。静的分析会社Fortify Softwareの技術諮問委員会にも所属している。